# Pachyta degener
Pachyta degener är en skalbaggsart som beskrevs av Semenov och Plavilstshikov 1936. Pachyta degener ingår i släktet Pachyta och familjen långhorningar. Inga underarter finns listade i Catalogue of Life.